# Бредшоу, Бенджамин
Бенджамин Джозеф Бредшоу (англ. Benjamin Joseph Bradshaw; 15 августа 1879, Нью-Йорк — 19 апреля 1960) — американский борец, чемпион летних Олимпийских игр 1904. Чемпион США среди любителей 1903 года.
На Олимпиаде 1904 года в Сент-Луисе Бредшоу соревновался только в категории до 61,2 кг. Он выиграл у Теодора Мак-Лира в финале, выиграв золотую медаль.